# Rugiatu Kallon
Rugiatu "Rugi" Kallon født 1993 er en dansk tidligere atlet som var medlem af Københavns IF frem til 2014 derefter i en kort tid i Sparta Atletik inden hun stoppede.
Kallon blev 2010 som 17-årig sølvmedaljevinder ved de dansk indendørs mesterskaber på 60 meter. Ved de danske ungdoms mesterskaber 2010 vandt hun 100 meter på den personlige rekord tid 12,10, blot 0,08 sekunder fra den danske ungdomsrekord.
Kallon trænedes af Christian Trajkovski.

## Danske mesterskaber
- Sølv 2011 60 meter indendørs 7,71
- Sølv 2011 200 meter indendørs 25,91
- Guld 2011 4 x 200 meter-indendørs 1,44,45
- Bronze 2010 100 meter 12,43
- Sølv 2010 60 meter indendørs 7,72
- Bronze 2010 4 x 200 meter indendørs 1,53,57

## Personlige rekorder
- 60 meter: 7,66 Malmø 29. januar 2011
- 100 meter: 12,10 (+1,7) Glostrup Stadion 4. september 2010
- 200 meter: 25,42 (0,0) Glostrup Stadion 5. september 2010
- 200 meter-inde: 25,61 Sparbank Arena i Skive 19. februar 2010
- Længdespring: 5.33 (+1.3) Lyngby Stadion 1. maj 2010
- Længdespring-inde: 5.55 Sparbank Arena i Skive 6. februar 2010